# هيلين براش جنكينز
هيلين براش جنكينز (بالإنجليزية: Helen Brush Jenkins)‏ هي صحفية ومصورة أمريكية، ولدت في 1919 في أوماها في الولايات المتحدة، وتوفيت في 12 يونيو 2013 في شيكاغو في الولايات المتحدة.